# شاه بابیلی
شاه بابیلی (به انگلیسی: The King of Bobbili) فیلمی هندی محصول سال ۱۹۹۰ و به کارگردانی بی. گوپال است. در این فیلم بازیگرانی همچون داگوباتی ونکاتش، دیویا بهرتی و وانیسری ایفای نقش کرده‌اند.